# バーチャルネットアイドル
バーチャルネットアイドル（Virtual Net Idol）は、2001年から2003年頃にかけて日本で流行したウェブサイトの一形態、もしくはそのウェブサイトの主役を務める架空のキャラクター。略称は「VNI」。

## 定義
バーチャルネットアイドル（以下「VNI」と表記）の産みの親「バーチャルネットアイドル ちゆ12歳」により、「バーチャルアイドルとネットアイドルのあいの子」と定義される。架空のアイドルであるバーチャルアイドルと、実在の人物がインターネット上で写真を載せたり、日記を書くなどの活動を行うネットアイドルを掛け合わせたものである。多くのVNIのウェブサイトでは「アニメ風の美少女キャラクターを採用し、キャラクター自身がサイトの運営を行っている」というスタイルをとる。ウェブサイトのコンテンツについては日記やニュースなど何であってもかまわず、見た目がそれらしければVNIとされた。

## 歴史
2001年2月14日に誕生した「バーチャルネットアイドル ちゆ12歳」がその始まりである。サブカルチャーや時事の記事が受け、侍魂などのテキスト系サイトのブームに乗り、一躍有名になる。その後短期間にちゆ12歳のスタイルを真似たウェブサイトが大量に登場しVNIはひとつのジャンルとなった。VNIが増えてゆくに連れ、ラグナロクオンラインの日記を扱うもの、法律の記事を扱うものと様々なジャンルのVNIが生まれた。ネット上の人気から、その火つけ役となった「ちゆ12歳」は2003年に書籍を出版、2005年にはアニメ作品へ出演するなど商業媒体へも進出した。しかし、VNI全体としては「ちゆ12歳」の書籍が出版された2003年の後半頃を最後に勢いを失い衰退していった。

## 主なバーチャルネットアイドル
以下は「バーチャルネットアイドル四天王」と呼ばれたウェブサイトである。四天王は「ちゆ12歳」を含める場合と、「ちゆ12歳」を除き「きょん八丈島の経済通信」入れて四天王としている場合がある。
- ちゆ12歳
- 777's Loop Light's Loom
- 米
- きょん八丈島の経済通信
- ウロンのひとりごと